# オールラウンダー (パスハンター)
オールラウンダーはパスハンターの派生車種

## オールラウンダーとは
オールラウンダーは日本のサイクリング車（日本独自のランドナー）を改造したパスハンターにオールラウンダーバーを搭載した車種から始まっている。
パスハンター≒オールラウンダーバーという誤解があるが、パスハンターはドロップハンドルの１形態であるランドナーバーが通常で、特にオールラウンダーバー（近年ではフラットバーやライザーバー等も含まれる）を搭載した車種をオールラウンダー（・パスハンター）と称し、（）内は省略するのが普通である。
似た車種ではMTBがかつてATB オールテレインと表現される以前から存在する。意味は全く同様でオールラウンダーもオールテレインも道路の路面状況や山坂に万能の意味である。
同様に欧米のフリーライドが日本のパスハンやパスハンティングに相当するが自転車の形態としてはオールラウンダーにより近い。

## 現在のオールラウンダー・パスハンター
現在ではパスハンターよりも運動性能のより高い指向を持つ車種がオールラウンダーに分類される。なのでハンドルをランドナーバーやマースバーやピストバーに変更してもオールラウンダーが維持される。

## ALPSクライマー（シリーズ）
ALPSはかつて神田に存在したALPS自転車工業の自転車ブランドでALPSクライマーというパスハンターが存在する。ドロップハンドル(ランドナーバー日東B132)標準だが、ハンドルキットによりオールラウンダー・パスハンターに変貌する。
・特に軽量鉄チューブ019と017やプレステージ、TA、ウカイスリムの軽量リム、二重段付きスポークなどを用いて軽量化したモデルがスーパークライマーである。

## AMANDAオールラウンダー/AMANDAクロス
AMANDAオールラウンダー又はAMANDAクロス(かつてAMANDAスタンダードにもなった)として市販された。日東ハンドル製作所のオールラウンダーバーB200シリーズなどを装着したオールラウンダー・パスハンターである。

## スコール・クロカンなど
ツルオカサイクルがかつて製作したショップオリジナルのスコールのオールラウンダー・パスハンターである。パスハン用のパナレーサーリッジライン700Cを装着していたと思われる。20インチの山岳用サイクリング車(いわゆるMTC20、20吋のパスハンター)が当時、ごく僅かのマニアで流行したことから、スコール版のMTC20が存在している。
ツルオカサイクルは所在地が山岳サイクリングのフィールド（奥高尾、奥多摩、八王子、奥武蔵など）を持っていることから、当時、パスハンとパスハンターの販売に力を入れていた。（2000年代以降は大手メーカー製MTBなどに切り替えており、その後も車種の流行の変遷で苦労した、とのこと）

## 解説
日本独自のランドナーはフランスの分類ではシクロツーリズムとなり、かつてフランスでブルベ競技やオダックス競技に使われた650×32Bや700Cの軽量高速型のサイクリング車のランドヌーズでは無い。フランス式のランドヌーズは日本ではスポルティーフと認識されがちである。